# كلايتون مورو
كلايتون مورو (بالإنجليزية: Clayton Morrow)‏ هو كاتب سيناريو ورسام رسوم متحركة أمريكي، ولد في 3 يوليو 1974 في مقاطعة هينيبين في الولايات المتحدة.

## وصلات خارجية
- كلايتون مورو على موقع IMDb (الإنجليزية)
- كلايتون مورو على موقع قاعدة بيانات الفيلم (الإنجليزية)
- كلايتون مورو على موقع كينوبويسك (الروسية)